# Gościniec (Polichno)
Gościniec – dawny przysiółek wsi Polichno w Polsce, położony w województwie świętokrzyskim, w powiecie kieleckim, w gminie Chęciny.
W latach 1975–1998 przysiółek administracyjnie należał do województwa kieleckiego.
Nazwę zniesiono z 2023 r.